# Pavel Urysohn
 (juillet 2018).
Pavel Samouïlovitch Urysohn (en russe : Павел Самуилович Урысон), né le 22 janvier 1898 (3 février dans le calendrier grégorien) à Odessa (Ukraine actuelle) et mort le 17 août 1924 à Batz-sur-Mer (France), est un mathématicien russe connu pour ses travaux sur les dimensions et sur la topologie. L'essentiel de ses travaux a été publié à titre posthume, grâce aux efforts de son ami Pavel Aleksandrov et de Luitzen Egbertus Jan Brouwer (qu'il avait rencontré peu avant sa mort).

## Biographie
Urysohn étudie à l'université de Moscou, d'abord les sciences physiques puis, à partir de 1915, les mathématiques avec comme professeurs Nikolaï Louzine et Dmitri Egorov. Diplômé en 1919, il soutient en 1921 sa thèse d'habilitation, consacrée aux équations intégrales non-linéaires, et obtient un poste de professeur-assistant à Moscou de 1921 à 1924. 
Inspiré par les travaux d'Egorov sur les produits cartésiens d'espaces métriques, mais ignorant des recherches contemporaines de Brouwer en topologie algébrique (1913), Urysohn s'attacha à définir le concept de dimension à partir des propriétés de certaines transformations continues. Il publia ses résultats dans les Comptes-rendus de l'Académie des Sciences en 1922, ainsi que dans les Fundamenta mathematica polonais. Ce n'est qu'ensuite que son ami Pavel Alexandrov reconnut leur équivalence avec la théorie de Karl Menger.
Un résultat important de topologie, le lemme d'Urysohn, porte son nom. Il a également découvert une des premières conditions suffisantes de métrisabilité.

### Vie privée
Bien que leur homosexualité ne fût pas publique, Urysohn entretenait une relation avec Pavel Aleksandrov. Durant l'été 1924, ils partent ensemble en vacances à Batz-sur-Mer. Tous deux amateurs de natation, ils vont nager chaque jour dans l'océan atlantique. Le 17 août, une tempête s'annonce; ils vont tout de même nager, mais Urysohn est projeté contre un rocher et perd la vie,.